# Universidad Nacional de Tierra del Fuego, Antártida e Islas del Atlántico Sur
Die Universidad Nacional de Tierra del Fuego, Antártida e Islas del Atlántico Sur (UNTDF) (deutsch: Nationale Universität von Feuerland, Antarktis und südatlantische Inseln) ist eine staatliche Universität in Ushuaia, Argentinien. Es ist die südlichste Universität der Welt.

## Geschichte
Sie wurde am 16. Dezember 2009 auf Beschluss des Senats und der Cámara de Diputados de la Nación Argentina in Ushuaia gegründet und ist damit die neueste staatliche Universität des Landes. Im Februar 2023 wurde auf dem Campus in Ushuaia ein neues Gebäude von 2800 m² für 4000 Studenten vom argentinischen Präsidenten Alberto Ángel Fernández sowie Außen- und Kulturminister Santiago Cafiero und Bildungsminister Jaime Perczyk eingeweiht.

## Standorte

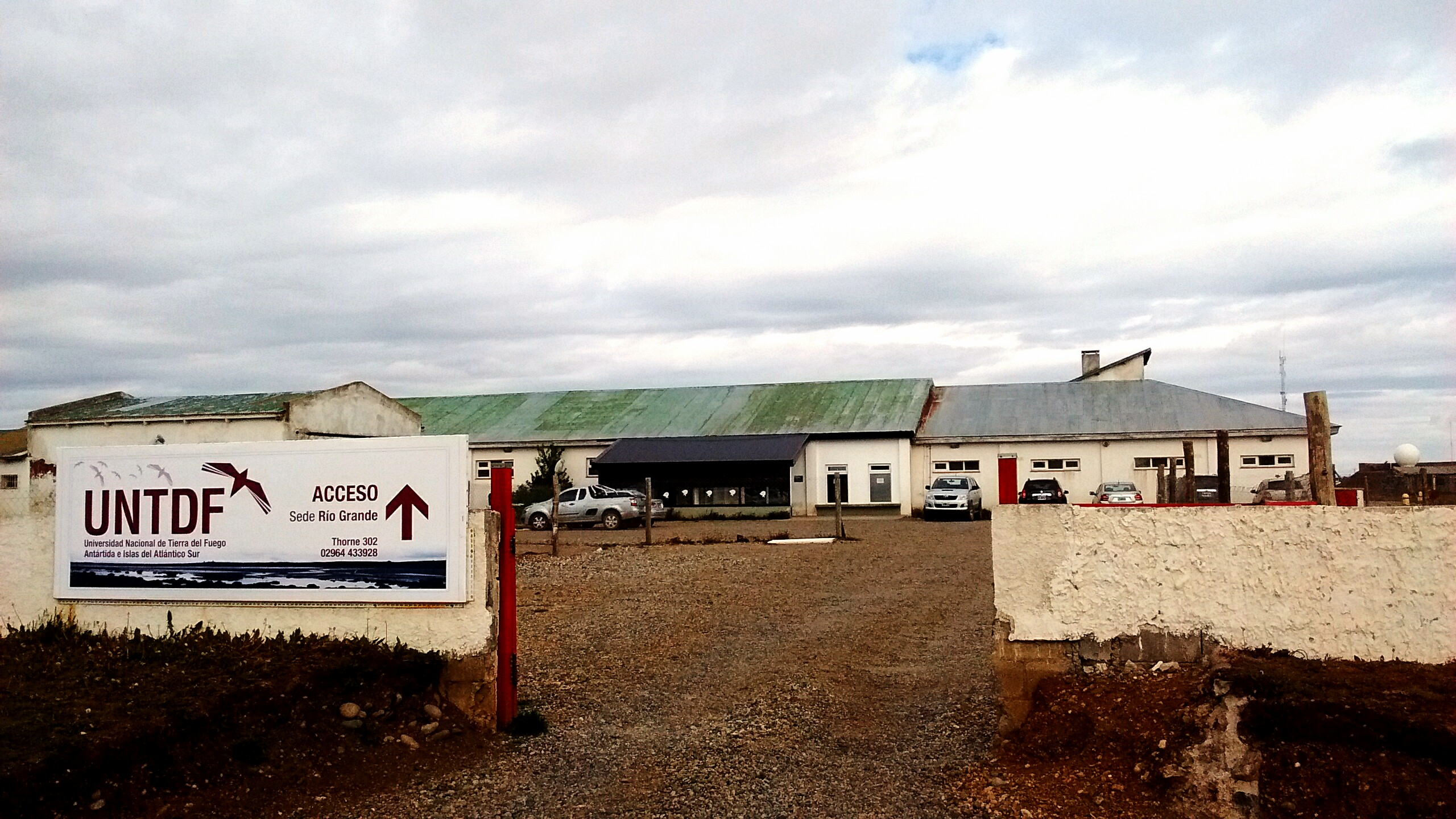
Zweigstelle der UNTDF in Río Grande

Die Gebäude des Hauptcampus in Ushuaia waren auf acht Standorte innerhalb der Stadt verteilt, die seit 2023 in dem neuen Universitätsgebäude zusammengefasst wurden. Daneben verfügt sie über eine Niederlassung in Río Grande (Tierra del Fuego) und über ein Forschungszentrum in der Antarktis.

## Institute
Es werden folgende Fachrichtungen angeboten:
- Polarstudien,
- Umwelt und natürliche Ressourcen,
- Wirtschaftsentwicklung und Innovation,
- Kultur, Gesellschaft und Staat,
- Bildung und Wissen

Abschlüsse (Licenciaturas) können in den folgenden Bereichen erworben werden:
Biologie, Geologie, Umweltwissenschaften, Öffentliche Sicherheit, Öffentliche Verwaltung, Wirtschaftswissenschaften, Ingenieurwesen, Informatik, Politische Wissenschaften, Pädagogik, Soziologie, Medienwissenschaften und Tourismus. Es wurde jedoch bemängelt, dass seit ihrem Bestehen Ende 2009 bis September 2023 erst 200 Studenten einen Studienabschluss erreicht haben. Der Trend geht aber allmählich nach oben, allein im Oktober 2023 gab es 80 neue Absolventen.

## Internationale Kooperation
Es besteht eine internationale Zusammenarbeit mit folgenden Universitäten:
- Universidad Mayor, Real y Pontificia de San Francisco Xavier, (Bolivien)
- Universidad de Aysén, (Chile)
- Universidad de Magallanes, (Chile)
- Shanghai-Universität, (China)
- Université de Bretagne Occidentale, (Frankreich)
- Université de La Rochelle, (Frankreich)
- Université Savoie-Mont-Blanc, (Frankreich)
- Universidad de Barcelona, (Spanien)